# Copa de Oro de la Concacaf 2025
La Copa Oro de la Concacaf 2025 (en inglés 2025 CONCACAF Gold Cup) fue la vigésimo octava edición de la competencia de selecciones más importante en Norteamérica, Centroamérica y el Caribe organizada por la Concacaf. El torneo se jugó del 14 de junio al 6 de julio de 2025 en Canadá y principalmente en el oeste de los Estados Unidos para evitar conflictos de programación con la Copa Mundial de Clubes de la FIFA 2025, que se llevó al mismo tiempo que la Copa Oro en la Costa Este.
México logró su decimotercer título al vencer por 2-1 a Estados Unidos en la final.

## Equipos participantes
Las 15 selecciones participantes se definirán mediante la Liga de Naciones de la Concacaf 2024-25 y la Clasificación para la Copa de Oro de la Concacaf 2025.
El 19 de diciembre de 2024, Concacaf invitó a la Selección de fútbol de Arabia Saudita perteneciente a la Confederación Asiática de Fútbol para esta edición y la de 2027.
En cursiva los países debutantes en la competición.

En negrita los países invitados a la competición.
| Equipos participantes | Equipos participantes | Equipos participantes | Equipos participantes |
| --------------------- | --------------------- | --------------------- | --------------------- |
| Arabia Saudita        | El Salvador           | Haití                 | Panamá                |
| Canadá                | Estados Unidos        | Honduras              | República Dominicana  |
| Costa Rica            | Guadalupe             | Jamaica               | Surinam               |
| Curazao               | Guatemala             | México                | Trinidad y Tobago     |

### Sorteo
El sorteo se llevó a cabo en la sede de Concacaf en Miami, Estados Unidos, el 10 de abril de 2025. Los equipos se dividieron en cuatro bombos según la clasificación de la Concacaf del 26 de marzo de 2025.  De acuerdo con el reglamento que regirá el sorteo, las selecciones nacionales del Bombo 1 fueron presembradas en un grupo, la selección campeona vigente, México, fue asignada al Grupo A, y las tres mejores selecciones del ranking fueron asignados a los Grupos B, C y D, respectivamente en su orden en la clasificación. El Bombo 4 contiene a los tres equipos nacionales peor clasificados y la selección invitada Arabia Saudita. Los Bombos 5 a 8 contendrán las posiciones de los Grupos A, B, C y D. 
| Bombo 1                 | Bombo 2    | Bombo 3           | Bombo 4              |
| ----------------------- | ---------- | ----------------- | -------------------- |
| México (Gpo. A)         | Costa Rica | Guatemala         | Guadalupe            |
| Canadá (Gpo. B)         | Jamaica    | Trinidad y Tobago | Curazao              |
| Panamá (Gpo. C)         | Honduras   | El Salvador       | República Dominicana |
| Estados Unidos (Gpo. D) | Haití      | Surinam           | Arabia Saudita       |

## Sedes
El 25 de septiembre de 2024 la Concacaf anunció los 14 estadios que albergarán la competencia durante la fase de grupos, cuartos de final y semifinales.
Estas incluyen una combinación de estadios específicos de fútbol ocupados principalmente por equipos de la Major League Soccer y fútbol americano más grandes, el estadio BC Place en Vancouver es el único lugar fuera de los Estados Unidos. Las sedes se limitaron principalmente a la Costa Oeste de Estados Unidos, para evitar conflictos con la Copa Mundial de Clubes de la FIFA 2025 que se celebró en la Costa Este al mismo tiempo. 
Las sedes se concentraron en seis estados de Estados Unidos: Texas, California, Nevada, Arizona, Minnesota y Misuri. Por otro lado, el Estadio BC Place en Vancouver, Canadá, albergó un partido. El 30 de octubre de 2024  se dio a conocer que la ciudad de Houston albergaría la final.
| Austin                     | Arlington | Houston | Houston              |
| -------------------------- | --- | --- | -------------------- |
| Texas                      | | |                      |
| Q2 Stadium                 | AT&T Stadium | Estadio NRG | Shell Energy Stadium |
| Capacidad: 20 738          | Capacidad: 80 000                                                                                                | Capacidad: 72 220                                                                                                | Capacidad: 22 039    |
|                            | | |                      |
| Mineápolis                 | Houston Mineápolis Santa Clara Carson San José Glendale Inglewood Arlington San Diego Las Vegas Austin St. Louis | Houston Mineápolis Santa Clara Carson San José Glendale Inglewood Arlington San Diego Las Vegas Austin St. Louis | Las Vegas            |
| Minnesota                  | Houston Mineápolis Santa Clara Carson San José Glendale Inglewood Arlington San Diego Las Vegas Austin St. Louis | Houston Mineápolis Santa Clara Carson San José Glendale Inglewood Arlington San Diego Las Vegas Austin St. Louis | Nevada               |
| U.S. Bank Stadium          | Houston Mineápolis Santa Clara Carson San José Glendale Inglewood Arlington San Diego Las Vegas Austin St. Louis | Houston Mineápolis Santa Clara Carson San José Glendale Inglewood Arlington San Diego Las Vegas Austin St. Louis | Allegiant Stadium    |
| Capacidad: 66 860          | Houston Mineápolis Santa Clara Carson San José Glendale Inglewood Arlington San Diego Las Vegas Austin St. Louis | Houston Mineápolis Santa Clara Carson San José Glendale Inglewood Arlington San Diego Las Vegas Austin St. Louis | Capacidad: 65 000    |
|                            | Houston Mineápolis Santa Clara Carson San José Glendale Inglewood Arlington San Diego Las Vegas Austin St. Louis | Houston Mineápolis Santa Clara Carson San José Glendale Inglewood Arlington San Diego Las Vegas Austin St. Louis |                      |
| Carson                     | Inglewood | Santa Clara | San Diego            |
| California                 | | |                      |
| Dignity Health Sports Park | SoFi Stadium | Levi's Stadium                                                                                                   | Snapdragon Stadium   |
| Capacidad: 27 000          | Capacidad: 70 000                                                                                                | Capacidad: 72 864                                                                                                | Capacidad: 35 000    |
|                            | | |                      |
| San José                   | Glendale | Glendale | St. Louis            |
| California                 | Arizona | Arizona | Misuri               |
| PayPal Park                | State Farm Stadium                                                                                               | State Farm Stadium                                                                                               | Energizer Park       |
| Capacidad: 18 000          | Capacidad: 63 400                                                                                                | Capacidad: 63 400                                                                                                | Capacidad: 22 500    |
|                            | | |                      |

| Vancouver | Vancouver          |
| --------- | ------------------ |
| Vancouver | Columbia Británica |
| Vancouver | BC Place           |
| Vancouver | Capacidad: 54 500  |
| Vancouver |                    |

## Fase de grupos
– Clasificado para los cuartos de final.
La programación de algunos partidos fue anunciada por la Concacaf durante el mes de marzo, y la definición de las llaves de la fase final se anunció el 26 de marzo de 2025.  El calendario del torneo fue dado a conocer el 11 de abril.
- Los horarios corresponden al huso horario EDT (UTC-4).

### Grupo A
| Selección            | Pts | PJ | PG | PE | PP | GF | GC | Dif |
| -------------------- | --- | -- | -- | -- | -- | -- | -- | --- |
| México               | 7   | 3  | 2  | 1  | 0  | 5  | 2  | 3   |
| Costa Rica           | 7   | 3  | 2  | 1  | 0  | 6  | 4  | 2   |
| República Dominicana | 1   | 3  | 0  | 1  | 2  | 3  | 5  | –2  |
| Surinam              | 1   | 3  | 0  | 1  | 2  | 3  | 6  | –3  |

| 14 de junio | México                                     | 3:2 (1:0) | República Dominicana      | SoFi Stadium, Inglewood                                                        |                                                                                |
| 22:15       | Ed. Álvarez 44' · Jiménez 47' · Montes 53' | Reporte   | González 51' · Azcona 67' | Asistencia: 54 309 espectadores Árbitro(s): Oshane Nation VAR: Edvin Jurisevic | Asistencia: 54 309 espectadores Árbitro(s): Oshane Nation VAR: Edvin Jurisevic |

| 15 de junio | Costa Rica                                                    | 4:3 (2:1) | Surinam                                    | Snapdragon Stadium, San Diego                                            |                                                                          |
| 23:00       | Martínez 14' · Ugalde 19' (pen.), 90+13' (pen.) · Alcócer 76' | Reporte   | Kerk 34' · Margaret 62' · Pinas 64' (pen.) | Asistencia: 7736 espectadores Árbitro(s): Joe Dickerson VAR: Chris Penso | Asistencia: 7736 espectadores Árbitro(s): Joe Dickerson VAR: Chris Penso |

| 18 de junio | Costa Rica                      | 2:1 (1:1) | República Dominicana | AT&T Stadium, Arlington                                                        |                                                                                |
| 19:00       | Ugalde 44' (pen.) · Alcócer 85' | Reporte   | Urbáez 16'           | Asistencia: 34 015 espectadores Árbitro(s): Lukasz Szpala VAR: Edvin Jurisevic | Asistencia: 34 015 espectadores Árbitro(s): Lukasz Szpala VAR: Edvin Jurisevic |

| 18 de junio | Surinam | 0:2 (0:0) | México          | AT&T Stadium, Arlington                                                       |                                                                               |
| 22:00       |         | Reporte   | Montes 57', 63' | Asistencia: 34 015 espectadores Árbitro(s): Selvin Brown VAR: Benjamín Whitty | Asistencia: 34 015 espectadores Árbitro(s): Selvin Brown VAR: Benjamín Whitty |

| 22 de junio | México | 0:0     | Costa Rica | Allegiant Stadium, Paradise                                                    |                                                                                |
| 22:00       |        | Reporte |            | Asistencia: 35 000 espectadores Árbitro(s): Mario Escobar VAR: Edvin Jurisevic | Asistencia: 35 000 espectadores Árbitro(s): Mario Escobar VAR: Edvin Jurisevic |

| 22 de junio | República Dominicana | 0:0     | Surinam | AT&T Stadium, Arlington                                                     |                                                                             |
| 22:00       |                      | Reporte |         | Asistencia: 20 918 espectadores Árbitro(s): Ismael Cornejo VAR: Chris Penso | Asistencia: 20 918 espectadores Árbitro(s): Ismael Cornejo VAR: Chris Penso |

### Grupo B
| Selección   | Pts | PJ | PG | PE | PP | GF | GC | Dif |
| ----------- | --- | -- | -- | -- | -- | -- | -- | --- |
| Canadá      | 7   | 3  | 2  | 1  | 0  | 9  | 1  | 8   |
| Honduras    | 6   | 3  | 2  | 0  | 1  | 4  | 7  | –3  |
| Curazao     | 2   | 3  | 0  | 2  | 1  | 2  | 3  | –1  |
| El Salvador | 1   | 3  | 0  | 1  | 2  | 0  | 4  | –4  |

| 17 de junio | Curazao | 0:0     | El Salvador | Snapdragon Stadium, San Diego                                               |                                                                             |
| 20:15       |         | Reporte |             | Asistencia: 13 042 espectadores Árbitro(s): Katia García VAR: Dilia Bradley | Asistencia: 13 042 espectadores Árbitro(s): Katia García VAR: Dilia Bradley |

| 17 de junio | Canadá                                                                      | 6:0 (2:0) | Honduras | Estadio BC Place, Vancouver                                                           |                                                                                       |
| 22:30       | Sigur 27' · Oluwaseyi 45+2' · Buchanan 48', 65' · P. David 75' · Saliba 90' | Reporte   |          | Asistencia: 24 286 espectadores Árbitro(s): Mario Escobar VAR: Luis Enrique Santander | Asistencia: 24 286 espectadores Árbitro(s): Mario Escobar VAR: Luis Enrique Santander |

| 21 de junio | Curazao         | 1:1 (0:1) | Canadá    | Shell Energy Stadium, Houston                                                           |                                                                                         |
| 19:00       | Antonisse 90+4' | Reporte   | Saliba 9' | Asistencia: 20 536 espectadores Árbitro(s): Juan Gabriel Calderón VAR: Daneon Parchment | Asistencia: 20 536 espectadores Árbitro(s): Juan Gabriel Calderón VAR: Daneon Parchment |

| 21 de junio | Honduras                   | 2:0 (1:0) | El Salvador | Shell Energy Stadium, Houston                                            |                                                                          |
| 22:00       | Quioto 33' · Ramírez 90+5' | Reporte   |             | Asistencia: 20 536 espectadores Árbitro(s): Walter López VAR: Diego Ojer | Asistencia: 20 536 espectadores Árbitro(s): Walter López VAR: Diego Ojer |

| 24 de junio | Canadá                      | 2:0 (0:0) | El Salvador | Shell Energy Stadium, Houston                                                |                                                                              |
| 22:00       | J. David 53' · Buchanan 56' | Reporte   |             | Asistencia: 19 417 espectadores Árbitro(s): Joe Dickerson VAR: Allen Chapman | Asistencia: 19 417 espectadores Árbitro(s): Joe Dickerson VAR: Allen Chapman |

| 24 de junio | Honduras                  | 2:1 (1:1) | Curazao             | PayPal Park, San José                                                           |                                                                                 |
| 22:00       | Álvarez 32' · Palma 90+1' | Reporte   | Menjívar 42' (a.g.) | Asistencia: 10 935 espectadores Árbitro(s): Oshane Nation VAR: Daneon Parchment | Asistencia: 10 935 espectadores Árbitro(s): Oshane Nation VAR: Daneon Parchment |

### Grupo C
| Selección | Pts | PJ | PG | PE | PP | GF | GC | Dif |
| --------- | --- | -- | -- | -- | -- | -- | -- | --- |
| Panamá    | 9   | 3  | 3  | 0  | 0  | 10 | 3  | 7   |
| Guatemala | 6   | 3  | 2  | 0  | 1  | 4  | 3  | 1   |
| Jamaica   | 3   | 3  | 1  | 0  | 2  | 3  | 6  | –3  |
| Guadalupe | 0   | 3  | 0  | 0  | 3  | 5  | 10 | –5  |

| 16 de junio | Panamá                                                                 | 5:2 (4:1) | Guadalupe                       | Dignity Health Sports Park, Carson                                              |                                                                                 |
| 19:00       | Martínez 6' · Díaz 13', 17' · Guerrero 22' (pen.) · T. Rodríguez 90+2' | Reporte   | Leborgne 29' · David 71' (pen.) | Asistencia: 18 262 espectadores Árbitro(s): Keylor Herrera VAR: Edvin Jurisevic | Asistencia: 18 262 espectadores Árbitro(s): Keylor Herrera VAR: Edvin Jurisevic |

| 16 de junio | Jamaica | 0:1 (0:1) | Guatemala  | Dignity Health Sports Park, Carson                                           |                                                                              |
| 22:00       |         | Reporte   | Santis 32' | Asistencia: 18 262 espectadores Árbitro(s): Juan Calderón VAR: Jesús Montero | Asistencia: 18 262 espectadores Árbitro(s): Juan Calderón VAR: Jesús Montero |

| 20 de junio | Jamaica                    | 2:1 (2:1) | Guadalupe   | PayPal Park, San José                                                        |                                                                              |
| 19:45       | Bailey 41' · Russell 45+4' | Reporte   | Ambrose 32' | Asistencia: 2405 espectadores Árbitro(s): Kwinsi Williams VAR: Allen Chapman | Asistencia: 2405 espectadores Árbitro(s): Kwinsi Williams VAR: Allen Chapman |

| 20 de junio | Guatemala | 0:1 (0:1) | Panamá           | Q2 Stadium, Austin                                                            |                                                                               |
| 22:00       |           | Reporte   | T. Rodríguez 19' | Asistencia: 12 829 espectadores Árbitro(s): Adonai Escobedo VAR: Óscar Macías | Asistencia: 12 829 espectadores Árbitro(s): Adonai Escobedo VAR: Óscar Macías |

| 24 de junio | Panamá                                      | 4:1 (3:1) | Jamaica  | Q2 Stadium, Austin                                                        |                                                                           |
| 19:00       | Díaz 4', 17', 45' (pen.) · T. Rodríguez 89' | Reporte   | Bell 27' | Asistencia: 3283 espectadores Árbitro(s): Selvin Brown VAR: Jesús Montero | Asistencia: 3283 espectadores Árbitro(s): Selvin Brown VAR: Jesús Montero |

| 24 de junio | Guadalupe                        | 2:3 (0:2) | Guatemala                                  | Shell Energy Stadium, Houston                                                |                                                                              |
| 19:00       | Plumain 50' (pen.) · Phaëton 78' | Reporte   | Pinto 13' (pen.) · Escobar 29' · Rubin 70' | Asistencia: 19 417 espectadores Árbitro(s): Marco Ortíz VAR: Benjamín Pineda | Asistencia: 19 417 espectadores Árbitro(s): Marco Ortíz VAR: Benjamín Pineda |

### Grupo D
| Selección         | Pts | PJ | PG | PE | PP | GF | GC | Dif |
| ----------------- | --- | -- | -- | -- | -- | -- | -- | --- |
| Estados Unidos    | 9   | 3  | 3  | 0  | 0  | 8  | 1  | 7   |
| Arabia Saudita    | 4   | 3  | 1  | 1  | 1  | 2  | 2  | 0   |
| Trinidad y Tobago | 2   | 3  | 0  | 2  | 1  | 2  | 7  | –5  |
| Haití             | 1   | 3  | 0  | 1  | 2  | 2  | 4  | –2  |

| 15 de junio | Estados Unidos                                                 | 5:0 (3:0) | Trinidad y Tobago | PayPal Park, San José                                                              |                                                                                    |
| 18:00       | Tillman 16', 41' · Agyemang 44' · B. Aaronson 82' · Wright 84' | Reporte   |                   | Asistencia: 12 610 espectadores Árbitro(s): Adonai Escobedo VAR: Óscar Macías Romo | Asistencia: 12 610 espectadores Árbitro(s): Adonai Escobedo VAR: Óscar Macías Romo |

| 15 de junio | Haití | 0:1 (0:1) | Arabia Saudita       | Snapdragon Stadium, San Diego                                          |                                                                        |
| 20:15       |       | Reporte   | Al-Shehri 21' (pen.) | Asistencia: 7736 espectadores Árbitro(s): Walter López VAR: Diego Ojer | Asistencia: 7736 espectadores Árbitro(s): Walter López VAR: Diego Ojer |

| 19 de junio | Trinidad y Tobago | 1:1 (0:0) | Haití       | Shell Energy Stadium, Houston                                              |                                                                            |
| 18:45       | J. García 68'     | Reporte   | Pierrot 49' | Asistencia: 2409 espectadores Árbitro(s): Ismael Cornejo VAR: Yasith Monge | Asistencia: 2409 espectadores Árbitro(s): Ismael Cornejo VAR: Yasith Monge |

| 19 de junio | Arabia Saudita | 0:1 (0:0) | Estados Unidos | Q2 Stadium, Austin                                                       |                                                                          |
| 21:15       |                | Reporte   | Richards 63'   | Asistencia: 11 727 espectadores Árbitro(s): Marco Ortíz VAR: Óscar Mejía | Asistencia: 11 727 espectadores Árbitro(s): Marco Ortíz VAR: Óscar Mejía |

| 22 de junio | Estados Unidos             | 2:1 (1:1) | Haití        | AT&T Stadium, Arlington                                                   |                                                                           |
| 19:00       | Tillman 10' · Agyemang 78' | Reporte   | Louicius 19' | Asistencia: 20 918 espectadores Árbitro(s): Katia García VAR: Óscar Mejía | Asistencia: 20 918 espectadores Árbitro(s): Katia García VAR: Óscar Mejía |

| 22 de junio | Arabia Saudita  | 1:1 (0:1) | Trinidad y Tobago | Allegiant Stadium, Paradise                                                      |                                                                                  |
| 19:00       | Al-Buraikan 60' | Reporte   | Sealy 10'         | Asistencia: 35 000 espectadores Árbitro(s): Keylor Herrera VAR: Daneon Parchment | Asistencia: 35 000 espectadores Árbitro(s): Keylor Herrera VAR: Daneon Parchment |

## Fase final

### Cuadro de desarrollo
|  | Cuartos de final          | Cuartos de final         |                        |       | Semifinales | Semifinales |  |  | Final | Final |
|  |                           |                          |                        |       |             |             |  |  |       |       |
|  | 29 de junio - Minneapolis |                          |                        |       |             |             |  |  |       |       |
|  |                           |                          |                        |       |             |             |  |  |       |       |
|  | Estados Unidos (p.)       | 2 (4)                    |                        |       |             |             |  |  |       |       |
|  | Estados Unidos (p.)       | 2 (4)                    | 2 de julio - St. Louis |       |             |             |  |  |       |       |
|  | Costa Rica                | 2 (3)                    |                        |       |             |             |  |  |       |       |
|  | Costa Rica                | 2 (3)                    | Estados Unidos         | 2     |             |             |  |  |       |       |
|  | 29 de junio - Minneapolis |                          | Estados Unidos         | 2     |             |             |  |  |       |       |
|  |                           | Guatemala                | 1                      |       |             |             |  |  |       |       |
|  | Canadá                    | Guatemala                | 1                      | 1 (5) |             |             |  |  |       |       |
|  | Canadá                    |                          | 6 de julio - Houston   | 1 (5) |             |             |  |  |       |       |
|  | Guatemala (p.)            | 1 (6)                    |                        |       |             |             |  |  |       |       |
|  | Guatemala (p.)            | 1 (6)                    | Estados Unidos         | 1     |             |             |  |  |       |       |
|  | 28 de junio - Glendale    |                          | Estados Unidos         | 1     |             |             |  |  |       |       |
|  |                           | México                   | 2                      |       |             |             |  |  |       |       |
|  | México                    | México                   | 2                      | 2     |             |             |  |  |       |       |
|  | México                    | 2 de julio - Santa Clara |                        | 2     |             |             |  |  |       |       |
|  | Arabia Saudita            | 0                        |                        |       |             |             |  |  |       |       |
|  | Arabia Saudita            | 0                        | México                 | 1     |             |             |  |  |       |       |
|  | 28 de junio - Glendale    |                          | México                 | 1     |             |             |  |  |       |       |
|  |                           | Honduras                 | 0                      |       |             |             |  |  |       |       |
|  | Panamá                    | Honduras                 | 0                      | 1 (4) |             |             |  |  |       |       |
|  | Panamá                    |                          |                        | 1 (4) |             |             |  |  |       |       |
|  | Honduras (p.)             | 1 (5)                    |                        |       |             |             |  |  |       |       |
|  | Honduras (p.)             | 1 (5)                    |                        |       |             |             |  |  |       |       |

### Cuartos de final
| 28 de junio | Panamá                                             | 1:1 (1:0) (4:5 p.)         | Honduras                                                | State Farm Stadium, Glendale                                              |                                                                           |
| 19:15       | Díaz 45+1' (pen.)                                  | Reporte                    | Lozano 82'                                              | Asistencia: 45 255 espectadores Árbitro(s): Katia García VAR: Óscar Mejía | Asistencia: 45 255 espectadores Árbitro(s): Katia García VAR: Óscar Mejía |
|             |                                                    | Tiros desde el punto penal |                                                         |                                                                           |                                                                           |
|             | Escobar · Díaz · Godoy · Harvey · Davis · Guerrero |                            | Palma · Arriaga · Rosales · Maldonado · Lozano · Pineda |                                                                           |                                                                           |

| 28 de junio | México                     | 2:0 (0:0) | Arabia Saudita | State Farm Stadium, Glendale                                                   |                                                                                |
| 22:15       | Vega 49' · Madu 81' (a.g.) | Reporte   |                | Asistencia: 45 255 espectadores Árbitro(s): Lucasz Szpala VAR: Edvin Jurisevic | Asistencia: 45 255 espectadores Árbitro(s): Lucasz Szpala VAR: Edvin Jurisevic |

| 29 de junio | Canadá                                                                        | 1:1 (1:0) (5:6 p.)         | Guatemala                                                  | U.S. Bank Stadium, Mineápolis                                                    |                                                                                  |
| 16:00       | J. David 30' (pen.)                                                           | Reporte                    | Rubín 69'                                                  | Asistencia: 32 289 espectadores Árbitro(s): Keylor Herrera VAR: Daneon Parchment | Asistencia: 32 289 espectadores Árbitro(s): Keylor Herrera VAR: Daneon Parchment |
|             |                                                                               | Tiros desde el punto penal |                                                            |                                                                                  |                                                                                  |
|             | P. David · Jebbison · Cornelius · Choinière · Larin · Saliba · De Fougerolles |                            | Santis · Samayoa · Herrera · Lom · Pinto · Altán · Morales |                                                                                  |                                                                                  |

| 29 de junio | Estados Unidos                                         | 2:2 (1:1) (4:3 p.)         | Costa Rica                                                     | U.S. Bank Stadium, Mineápolis                                            |                                                                          |
| 19:00       | Luna 43' · Arfsten 47'                                 | Reporte                    | Calvo 12' (pen.) · Martínez 71'                                | Asistencia: 32 289 espectadores Árbitro(s): Walter López VAR: Diego Ojer | Asistencia: 32 289 espectadores Árbitro(s): Walter López VAR: Diego Ojer |
|             |                                                        | Tiros desde el punto penal |                                                                |                                                                          |                                                                          |
|             | Adams · Tillman · Berhalter · Freeman · Tolkin · Downs |                            | Martínez · J. Vargas · Van der Putten · Brenes · Calvo · Rojas |                                                                          |                                                                          |

### Semifinales
| 2 de julio | Estados Unidos | 2:1 (2:0) | Guatemala   | Energizer Park, St. Louis                                                       |                                                                                 |
| 19:00      | Luna 4', 15'   | Reporte   | Escobar 80' | Asistencia: 22 423 espectadores Árbitro(s): Oshane Nation VAR: Daneon Parchment | Asistencia: 22 423 espectadores Árbitro(s): Oshane Nation VAR: Daneon Parchment |

| 2 de julio | México      | 1:0 (0:0) | Honduras | Levi's Stadium, Santa Clara                                                          |                                                                                      |
| 22:00      | Jiménez 50' | Reporte   |          | Asistencia: 70 975 espectadores Árbitro(s): Juan Gabriel Calderón VAR: Allen Chapman | Asistencia: 70 975 espectadores Árbitro(s): Juan Gabriel Calderón VAR: Allen Chapman |

### Final
| 6 de julio | Estados Unidos | 1:2 (1:1) | México                    | NRG Stadium, Houston                                                           |                                                                                |
| 19:00      | Richards 4'    | Reporte   | Jiménez 27' · Álvarez 77' | Asistencia: 70 925 espectadores Árbitro(s): Mario Escobar VAR: Benjamín Pineda | Asistencia: 70 925 espectadores Árbitro(s): Mario Escobar VAR: Benjamín Pineda |

|                             |
| Bandera de México           |
| Campeón México 13.er título |

## Estadísticas

### Goleadores
6 goles
- Ismael Díaz

3 goles
- Tajon Buchanan
- Manfred Ugalde
- Raúl Jiménez
- César Montes
- Tomás Rodríguez
- Diego Luna
- Malik Tillman

2 goles
- Jonathan David
- Nathan Saliba
- Josimar Alcócer
- Alonso Martínez
- Olger Escobar
- Rubio Rubín
- Edson Álvarez
- Patrick Agyemang
- Chris Richards

1 gol
- Promise David
- Tani Oluwaseyi
- Niko Sigur
- Francisco Calvo
- Jeremy Antonisse
- Peter González
- Edison Azcona
- Joao Urbáez
- Thierry Ambrose
- Florian David
- Jordan Leborgne
- Matthias Phaëton
- Ange-Freddy Plumain
- José Carlos Pinto
- Óscar Santis
- Louicius Don Deedson
- Frantzdy Pierrot
- Jorge Álvarez
- Anthony Lozano
- Luis Palma
- Romell Quioto
- Dixon Ramírez
- Leon Bailey
- Amari'i Bell
- Jon Russell
- Alexis Vega
- Cristian Martínez
- Eduardo Guerrero
- Firas Al-Buraikan
- Saleh Al-Shehri
- Gyrano Kerk
- Richonell Margaret
- Shaquille Pinas
- Justin García
- Dante Sealy
- Brenden Aaronson
- Maximilian Arfsten
- Haji Wright

Autogoles
- Edrick Menjívar (ante Curazao)
- Abdullah Madu (ante México)

### Clasificación general

Países participantes según la fase alcanzada en el torneo.

| Pos. | Selección            | Gr. | Pts. | PJ | PG | PE | PP | GF | GC | Dif | Rend. |
| ---- | -------------------- | --- | ---- | -- | -- | -- | -- | -- | -- | --- | ----- |
| 1    | México               | A   | 16   | 6  | 5  | 1  | 0  | 10 | 3  | 7   | 88.9% |
| 2    | Estados Unidos       | D   | 13   | 6  | 4  | 1  | 1  | 13 | 6  | 7   | 72.2% |
| 3    | Guatemala            | C   | 7    | 5  | 2  | 1  | 2  | 6  | 6  | 0   | 46.7% |
| 4    | Honduras             | B   | 7    | 5  | 2  | 1  | 2  | 5  | 9  | –4  | 46.7% |
| 5    | Panamá               | C   | 10   | 4  | 3  | 1  | 0  | 11 | 4  | 7   | 83.3% |
| 6    | Canadá               | B   | 8    | 4  | 2  | 2  | 0  | 10 | 2  | 8   | 66.7% |
| 7    | Costa Rica           | A   | 8    | 4  | 2  | 2  | 0  | 8  | 6  | 2   | 66.7% |
| 8    | Arabia Saudita       | D   | 4    | 4  | 1  | 1  | 2  | 2  | 4  | –2  | 33.3% |
| 9    | Jamaica              | C   | 3    | 3  | 1  | 0  | 2  | 3  | 6  | –3  | 33.3% |
| 10   | Curazao              | B   | 2    | 3  | 0  | 2  | 1  | 2  | 3  | –1  | 22.2% |
| 11   | Trinidad y Tobago    | D   | 2    | 3  | 0  | 2  | 1  | 2  | 7  | –5  | 22.2% |
| 12   | República Dominicana | A   | 1    | 3  | 0  | 1  | 2  | 3  | 5  | –2  | 11.1% |
| 13   | Haití                | D   | 1    | 3  | 0  | 1  | 2  | 2  | 4  | –2  | 11.1% |
| 14   | Surinam              | A   | 1    | 3  | 0  | 1  | 2  | 3  | 6  | –3  | 11.1% |
| 15   | El Salvador          | B   | 1    | 3  | 0  | 1  | 2  | 0  | 4  | –4  | 11.1% |
| 16   | Guadalupe            | C   | 0    | 3  | 0  | 0  | 3  | 5  | 10 | –5  | 0%    |

### Once ideal
El mejor once ideal de la competición, según la Concacaf.
| Portero       | Defensores                                | Mediocampistas                                                     | Delanteros               |
| ------------- | ----------------------------------------- | ------------------------------------------------------------------ | ------------------------ |
| Ángel Malagón | Johan Vásquez César Montes Chris Richards | Diego Luna Malik Tillman Edson Álvarez Oscar Santis Peter González | Raúl Jiménez Ismael Díaz |